# Remise (schermen)
Een remise is actie waarbij de schermer wiens aanval (of riposte of contra-riposte) is afgeweerd, opnieuw in dezelfde lijn probeert te treffen.
Als de riposte (of contra-riposte) van de tegenstrever treft (geldig of ongeldig) heeft de remise nooit het recht van aanval.
Verwant hiermee zijn de termen redoublement en reprise.